# 2765 Dinant
2765 Dinant è un asteroide della fascia principale. Scoperto nel 1981, presenta un'orbita caratterizzata da un semiasse maggiore pari a 3,1468257 UA e da un'eccentricità di 0,0573217, inclinata di 14,03835° rispetto all'eclittica.
L'asteroide è dedicato al comune belga di Dinant.